# ダイソン級数
量子力学や場の量子論において、ダイソン級数（ダイソンきゅうすう、英: Dyson series）とは相互作用描像の時間発展演算子を与える無限級数。時間発展演算子をハミルトニアンの相互作用項の級数として表す。米国の物理学者フリーマン・ダイソンが量子電磁力学の研究において導いた。

## 概要
量子力学や場の量子論において、相互作用描像では、外部ポテンシャルや粒子間の相互作用の効果をこれらが無い状態からの摂動として扱う。
ハミルトニン演算子{\displaystyle {\hat {H}}}が{\displaystyle {\hat {H}}={\hat {H}}_{0}+{\hat {V}}}のように固有状態の完全系が求まる{\displaystyle {\hat {H}}_{0}}と相互作用項{\displaystyle {\hat {V}}}に分けられたとする。このとき、相互作用描像の状態ベクトル{\displaystyle |\psi _{\mathrm {I} }(t)\rangle }は通常のシュレディンガー描像での状態ベクトル{\displaystyle |\psi _{\mathrm {S} }(t)\rangle }に対し、
{\displaystyle |\psi _{\mathrm {I} }(t)\rangle =e^{i{\hat {H}}_{0}t/\hbar }|\psi _{\mathrm {S} }(t)\rangle }
で与えられる。一方、相互作用描像での状態ベクトルに作用する物理量の演算子{\displaystyle {\hat {O}}_{\mathrm {I} }(t)}は、シュレディンガー描像での演算子を{\displaystyle O_{S}}とすると、
{\displaystyle {\hat {O}}_{\mathrm {I} }(t)=e^{i{\hat {H}}_{0}t/\hbar }{\hat {O}}_{\mathrm {S} }e^{-i{\hat {H}}_{0}t/\hbar }}
で与えられる。
時刻{\displaystyle t_{0}}から時刻{\displaystyle t}への状態ベクトルの時間発展を与える時間発展演算子は、相互作用描像では
{\displaystyle |\psi _{\mathrm {I} }(t)\rangle ={\hat {U}}(t,t_{0})|\psi _{\mathrm {I} }(t_{0})\rangle }
を満たすユニタリ演算子{\displaystyle {\hat {U}}(t,t_{0})}として、定義される。このとき、{\displaystyle {\hat {U}}(t,t_{0})}は相互作用項{\displaystyle {\hat {V}}}の相互作用表示{\displaystyle {\hat {V}}_{\mathrm {I} }(t)}を用いて
{\displaystyle {\hat {U}}(t,t_{0})=\sum _{n=0}^{\infty }{\biggl (}{\frac {-i}{\hbar }}{\biggr )}^{n}{\frac {1}{n!}}\int _{t_{0}}^{t}dt_{1}\cdots \int _{t_{0}}^{t}dt_{n}T[V_{I}(t_{1})\cdots V_{I}(t_{n})]}
と表すことができる。但し、{\displaystyle T[\cdots ]}は時間の順序に応じて並び替える時間順序積の演算子である。この級数表示をダイソン級数と呼ぶ。
この級数は、
{\displaystyle {\hat {U}}(t,t_{0})=T\left[\exp \left(-{\frac {i}{\hbar }}\int _{t_{0}}^{t}dsV_{I}(s)\right)\right]}
と時間順序積の指数関数形に略記される。